# Yang Dong-geun (basket-ball)
Pour les articles homonymes, voir Yang Dong-geun.
Dans ce nom coréen, le nom de famille, Yang, précède le nom personnel.
Yang Dong-Geun (en coréen 양동근), né le 14 septembre 1981, est un joueur sud-coréen de basket-ball. Il évolue au poste d'arrière. 

## Palmarès
- 3e du Championnat d'Asie 2007, 2011, 2013
- Finaliste des Jeux asiatiques de 2010
- Vainqueur des Jeux asiatiques de 2014